# 列昂尼德·谢列布里亚科夫

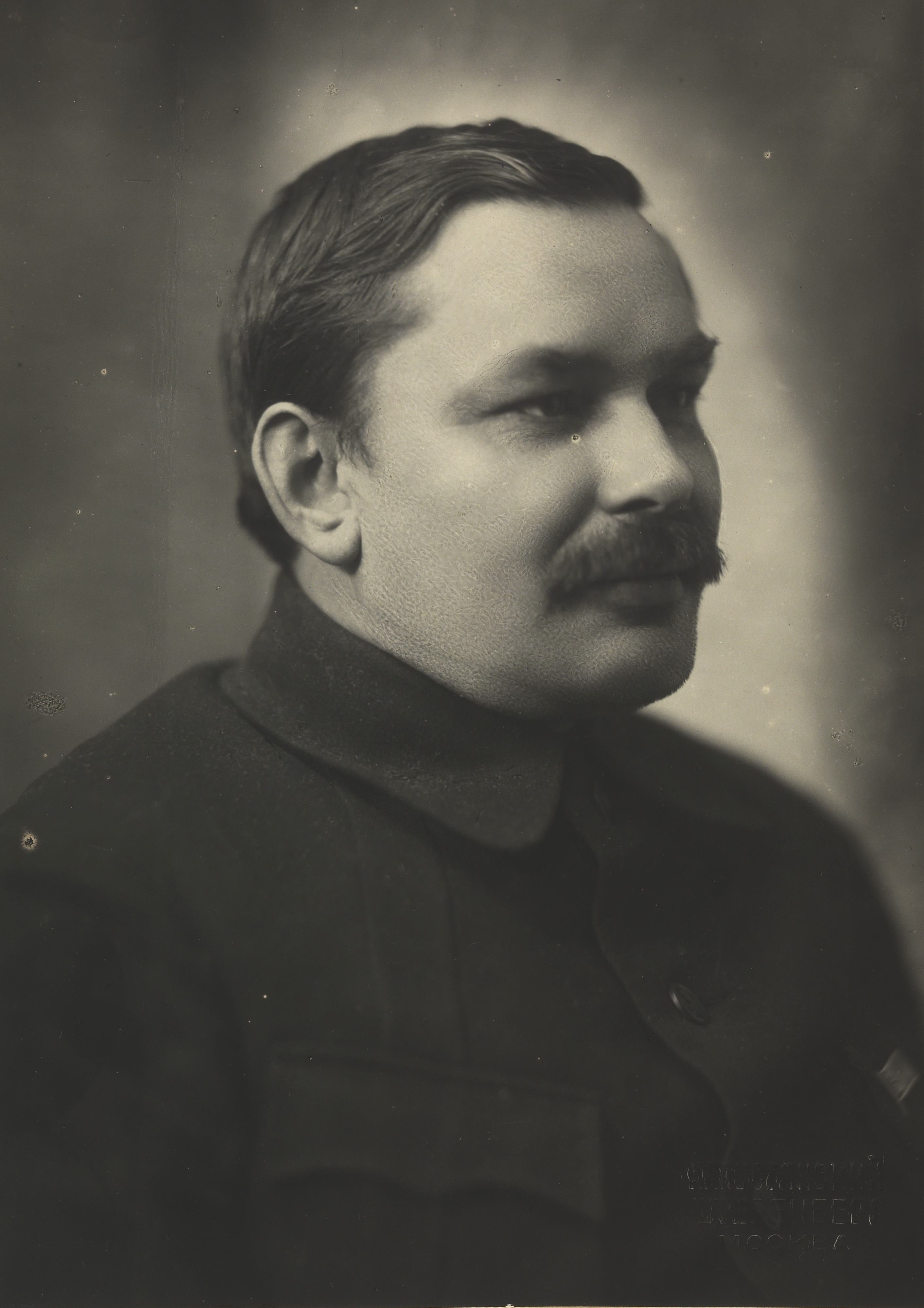
列昂尼德·彼得洛维奇·谢列布里亚科夫

列昂尼德·彼得洛维奇·谢列布里亚科夫（俄语：Леонид Петрович Серебряков，1888年6月11日—1937年2月1日），苏联、俄罗斯政治家。
出生在萨马拉，最早是一名金属加工工人。1905年加入布尔什维克，并十分活跃。1917年俄国革命时，他成为布尔什维克的高层，在1919年与尼古拉·克列斯京斯基、叶夫根尼·普列奥布拉任斯基一起当选为俄共（布）第十届中央书记处书记。这三名书记都受到列夫·托洛茨基的支持，与列宁就工会问题上发生分歧。在1921年5月的俄共（布）十大上，列宁一派在此争议问题上获得胜利，谢列布里亚科夫等三名书记被迫辞职。此后在俄国内战期间，他与斯大林一起在南部战线军事委员会内担任职务。
列宁死后，加入以托洛茨基为首的左翼反对派。最终这一派系落败，谢列布里亚科夫在1936年被认定为托派恐怖分子成员而遭逮捕。他的公诉人安德烈·维辛斯基私吞了他的房子和财产。在1937年1月的第二次莫斯科审判上被判处死刑，随后被枪决。1988年获得平反。